# Epidendrum pleurothalloides
Epidendrum pleurothalloides är en orkidéart som beskrevs av Eric Hágsater. Epidendrum pleurothalloides ingår i släktet Epidendrum och familjen orkidéer.
Artens utbredningsområde är Panamá. Inga underarter finns listade i Catalogue of Life.